# Date My Mom
Date My Mom – amerykański program rozrywkowy nadawany obecnie przez stację MTV Polska. 
Chłopak, który zgłosi się do programu musi wybrać się na trzy randki z mamami. Podczas każdej randki zawodnik ma za zadanie dowiedzieć się jak najwięcej o córkach. Po trzecim spotkaniu. Chłopak czeka na plaży w towarzystwie mam, na limuzynę, w której znajdują się ich córki. Na podstawie uzyskanych informacji podejmuje decyzję, odrzucając dwie pozostałe dziewczyny. Z wybranką umawia się na randkę.